# Scott Symons
Pour les articles homonymes, voir Symons.
Hugh Brennan Scott Symons (13 juillet 1933 - 23 février 2009) est un auteur canadien-anglais.

## Biographie
Né à Toronto, il est le fils de Harry L. Symons, un riche homme d'affaires et auteur.
Après une adolescence solitaire et rebelle, Scott Symons obtient un diplôme en histoire du Trinity College de l'Université de Toronto. Il étudie ensuite la littérature anglaise à l'Université Cambridge de 1955 à 1957.
Ignorant les vœux de sa famille, qui espère le voir pratiquer le droit ou s'engager dans la haute fonction publique, il choisit le journalisme à son retour au pays en 1957.
Après avoir travaillé au Telegram de Toronto, d'où il sera renvoyé, il est embauché à Québec par le Chronicle-Telegraph. Il apprend le français et manifeste beaucoup de curiosité pour la culture canadienne-française. Il considère cette dernière comme faisant partie de son patrimoine de citoyen canadien. Il parle d'un «double héritage canadien».
En 1959, il s'établit en France avec sa femme, où il étudie la langue et la littérature françaises à la Sorbonne. De retour au Québec en 1960, alors que s'amorce la Révolution tranquille, il habite Montréal et effectue un stage comme journaliste et chroniqueur au journal La Presse, quotidien pour lequel il signera une série intitulée «Le Canada: duel ou dialogue».
Pendant les neuf mois qu'il passe à Montréal, il se fait rapidement connaître des milieux intellectuels montréalais. Il retourne ensuite à Toronto où, après avoir occupé un poste de conservateur au Musée royal de l'Ontario (qui le congédiera pour «insubordination»), il revient à Montréal au milieu des années 1960, rompant par la même occasion avec sa femme, sa famille, et le milieu aisé dont il est issu.
Vivant dans un hôtel près de la place d'Armes, Symons rédige son premier roman, Place d'Armes, un récit largement autobiographique qui affirme l'homosexualité qu'il renonce désormais à refouler. Écrite en seulement trois semaines, l'histoire met en scène Hugh Anderson, un Canadien-Anglais en recherche de sens qui se redécouvre à travers des rencontres et des ébats avec de jeunes hommes francophones se prostituant autour de la place d'Armes. Le roman est considéré comme la première œuvre ouvertement gay de la littérature canadienne-anglaise,.
Menacé d'emprisonnement par les parents de son amant mineur, Scott Symons trouve refuge au Mexique. Après 1968, l'auteur, revenu au Canada, est confiné à un statut de paria. Divorcé de sa femme, il connaîtra une existence de nomade. Après avoir vécu de longues années à l'étranger, principalement au Maroc, il rentre au pays en 2000. Il meurt à Toronto le 23 février 2009,.
Scott Symons est également l'auteur des romans Civic Square (1969) et Helmet of Flesh (1986). Il a signé l'ouvrage Heritage: A Romantic Look at Early Canadian Furniture (1971).